# Ровенская Слобода
Ровенская Слобода (бел. Ро́венская Слабада́) — агрогородок в Речицком районе Гомельской области Беларуси. Административный центр Ровенскослободского сельсовета.

## География

### Расположение
В 18 км на юг от районного центра и железнодорожной станции Речица (на линии Гомель — Калинковичи), 68 км от Гомеля.

### Гидрография
На западе мелиоративные каналы.

## Транспортная сеть
Рядом автодорога Хойники — Речица. Планировка состоит из почти прямолинейной улицы, близкой к меридиональной ориентации, которую на юге пересекает криволинейная улица. В центре к главной присоединяется короткая улица. Застройка двусторонняя, деревянная, усадебного типа.

## История
В 1639 году упоминается как селение во владении Речицкого монастыря доминиканцев в Речицком повете ВКЛ. В XIX веке в Речицком уезде Минской губернии. Действовала Свято-Николаевская церковь (в ней хранились метрические книги с 1824 года). В 1848 году на месте обветшавшего построено новое деревянное здание Михайловской церкви. В 1834 году село. В 1885 году центр Ровенскослободской волости (до 9 мая 1923 года), в которую в 1885 году входили 20 селений с 665 дворами. Согласно переписи 1897 года действовали церковь, часовня, народное училище, хлебозапасный магазин, трактир, отделение связи.
Летом 1918 года во время немецкой оккупации жители создали партизанский отряд (250 человек), который вёл боевые действия против германских войск. С 8 декабря 1926 года в составе БССР, центр сельсовета Речицкого района Речицкого (до 9 июня 1927 года), потом Гомельского (до 26 июля 1930 года) округов, с 20 февраля 1938 года Гомельской области. В 1930 году работали начальная школа, изба-читальня, отделение потребительской кооперации. В 1931 году организован колхоз имени Ф. Э. Дзержинского, работали ветряная мельница, кузница, столярная и шорная мастерские, паровая мельница, шерсточесальня.
Во время Великой Отечественной войны действовала подпольная патриотическая группа (руководители А. Т. Дворник, М. И. Звертовский). В 1942 году оккупанты сожгли 218 дворов и убили 40 жителей. В боях за освобождение в ноябре 1943 года деревень Ровенская Слобода, Андреевка, Ровное, Безуев, Берёзовка, посёлки Храбрый и Стражинский погибли 232 советских солдата (похоронены в братской могиле в парке, около клуба). Освобождена 14 ноября 1943 года. 226 жителей погибли на фронте.
Согласно переписи 1959 года центр колхоза имени Ф. Э. Дзержинского. Располагались кирпичный завод, комбинат бытового обслуживания, лесничество, лесопилка, мельница, средняя и музыкальная школы, клуб, библиотека, амбулатория, детский сад, ветеринарный участок, отделение связи, магазин, исторический мемориальный музей «Память» (основан в декабре 1985 года).
В состав Ровенскослободского сельсовета до 1932 года входили, в настоящее время не существующие, деревня Грамоты, посёлок Сад.

## Население

### Численность
- 2004 год — 301 хозяйство, 860 жителей.

### Динамика
- 1834 год — 52 двора.
- 1850 год — 59 дворов, 414 жителей.
- 1885 год — 74 двора, 579 жителей.
- 1897 год — 153 двора, 1086 жителей (согласно переписи).
- 1930 год — 170 дворов.
- 1940 год — 220 дворов.
- 1959 год — 647 жителей (согласно переписи).
- 2004 год — 301 хозяйство, 860 жителей.

## Культура
- Центр культуры и досуга
- Ровенскослободский историко-мемориальный музей «Память» — филиал учреждения культуры «Речицкий краеведческий музей»
- Музей ГУО «Ровенскослободская средняя школа»

## Достопримечательность
- Храм Святого Архистратига Михаила

### Памятник, скульптура
- Памятник В. И. Ленину
- Бюст Феликсу Дзержинскому
- Братская могила советских воинов
- Воинский мемориал
- Мемориальная доска в честь ветерана Великой Отечественной войны, депутата Верховного Совета БССР, заслуженного работника культуры БССР, председателя колхоза имени Дзержинского (с 1971 г. по 1988 г.) Пырха Виктора Антоновича. Установлена 9 сентября 2022 года на здании Правления КСУП «Дзержинский-Агро».